# 동북고등학교
동북고등학교(東北高等學校)는 대한민국 서울특별시 강동구 둔촌동에 있는 사립 고등학교이다.

## 학교 연혁
- 1953년 6월 4일 : 학교법인 창인학원 설립, 이계하 선생 이사장에 취임
- 1953년 8월 1일 : 이창기 선생 초대 교장으로 취임
- 1980년 12월 4일 : 각 학년 10학급으로 증설 인가
- 1980년 12월 24일 : 둔촌동 신축 교사로 이전
- 1988년 3월 2일 : 과학관 및 관리실 180평 신축 준공
- 2002년 12월 30일 : 정보화 센터 452평 신축 준공
- 2005년 2월 15일 : 이사장 이은택 선생 취임
- 2021년 3월 1일 : 제17대 교장 조임상 선생 취임
- 2024년 3월 1일 : 제18대 교장 이효선 선생 취임

## 참고 자료
- 동북고등학교 - 한국교육학술정보원 학교알리미